# Pine Apple (Alabama)
Pour les articles homonymes, voir Pineapple (homonymie).
Pine Apple est une municipalité américaine située dans le comté de Wilcox en Alabama.
Selon le recensement de 2010, sa population est de 132 habitants. La municipalité s'étend sur 3,10 milles carrés (8,03 km2).
Fondée en 1825, la localité est d'abord appelée Friendship (« amitié » en français). Elle est renommée Pine Apple en 1852 car une autre ville portait déjà le nom de Friendship. Son nom actuel fait référence aux pins (pines) et aux pommiers (apple trees) qui couvraient alors son territoire. Pine Apple devient une municipalité en 1872.

## Démographie
| 1880 | 1890 | 1900 | 1910 | 1920 | 1930 | 1940 | 1950 |
| ---- | ---- | ---- | ---- | ---- | ---- | ---- | ---- |
| 358  | 520  | 623  | 627  | 464  | 438  | 455  | 445  |

| 1960 | 1970 | 1980 | 1990 | 2000 | 2010 | - | - |
| ---- | ---- | ---- | ---- | ---- | ---- | - | - |
| 355  | 347  | 298  | 365  | 145  | 132  | - | - |